# Mämmilampi
Mämmilampi är en sjö i Finland. Den ligger i kommunen Ranua i landskapet Lappland, i den norra delen av landet, 600 km norr om huvudstaden Helsingfors. Mämmilampi ligger 191,8 meter över havet. Arean är 56,2 hektar och strandlinjen är 3,65 kilometer lång. Sjön  ingår i Simo älvs huvudavrinningsområde. 